# You think you just fell out of a coconut tree?
"You think you just fell out of a coconut tree?" (em português: "Você acha que acabou de cair de um coqueiro?") é uma questão levantada por Kamala Harris, então vice-presidente dos Estados Unidos, durante seus comentários em uma cerimônia na Casa Branca em maio de 2023. Embora a filmagem de seu discurso tenha atraído a atenção como um meme no início de 2024, a citação começou a circular mais amplamente em meio a especulações de que o então presidente Joe Biden encerraria sua campanha de reeleição após um desempenho fraco em um debate em junho. O uso de memes de "coqueiro" em referência a Harris se expandiu amplamente em julho, juntamente com o lançamento de sua campanha presidencial de 2024.

## Declaração
Harris e o Secretário de Educação Miguel Cardona participaram da cerimônia de posse de 10 de maio de 2023 da White House Initiative on Advancing Educational Equity, Excellence, and Economic Opportunity for Hispanics (uma iniciativa educacional para latinos e hispânicos) na Indian Treaty Room do Eisenhower Executive Office Building. Dirigindo-se aos novos comissários, Harris aconselhou que o trabalho para alcançar a equidade educacional requer não apenas a reunião de recursos financeiros, mas também a abordagem do contexto cultural que isola os alunos de suas comunidades. Referindo-se a um ditado de sua falecida mãe, Shyamala Gopalan, Harris disse:
Parte da extensão do trabalho que você fará é, sim, focada em nossos jovens e jovens líderes, mas entendendo que também precisamos ter clareza sobre as necessidades de seus pais, avós, professores e comunidades, porque nenhum de nós vive em isolamento. Tudo está em um contexto.

Minha mãe nos criticava às vezes e nos dizia: "Não sei o que há de errado com vocês, jovens. Você acha que acabou de cair de um coqueiro?" (risos)

Você existe no contexto de tudo em que vive e do que veio antes de você.

## Uso na Internet
As imagens do discurso chamaram a atenção a partir de fevereiro de 2024. A movimentação inicial nas mídias sociais sobre os comentários, inclusive por parte dos republicanos, ridicularizou-os como incompreensíveis ou ridículos. À medida que as especulações sobre Harris substituir Biden na chapa presidencial democrata se intensificaram em junho de 2024, o vídeo foi compartilhado em grande parte por seus apoiadores, inclusive membros da comunidade on-line #KHive. O termo "coconut-pilled", parodiando o fenômeno dos homens "redpilled", indicava o apoio à candidatura de Harris entre os agentes democratas e começou a circular mais amplamente em junho, depois que um debate mal recebido incluindo o então presidente Biden levou a especulações de que ele poderia desistir de sua campanha de reeleição.
Após o anúncio de Biden, em 21 de julho, de que não tentaria a reeleição, os partidários de Harris criaram memes e vídeos fazendo referência a cocos e coqueiros como sinal de apoio à sua candidatura. Cocos e coqueiros se integraram a uma série maior de memes que celebram a candidatura de Harris, incluindo seu amor confesso por diagramas de Venn, o álbum Brat, de Charli xcx, e a frase frequentemente usada por Harris "what can be, unburdened by what has been" (em português: "o que pode ser, livre do peso do que foi"). Nesses memes, "cair de um coqueiro" normalmente significa que a pessoa não tem consciência do que está ao seu redor, semelhante à frase "viver debaixo de uma pedra".
O New York Times relatou que o entusiasmo por Harris e pelo meme do coqueiro estava provocando um aumento na demanda por piña coladas na área de Washington.

### Por políticos eleitos
A decisão de Biden de desistir da disputa e seu subsequente apoio a Harris como candidata do partido levou à intensificação do uso do meme do "coqueiro" em referência a Harris, inclusive por autoridades estaduais e federais. Minutos após o anúncio de Biden, o governador do Colorado, Jared Polis, tuitou um emoji de um coqueiro, uma palmeira e uma bandeira dos Estados Unidos. Mais tarde naquela noite, o senador americano Brian Schatz, do Havaí, publicou uma foto de si mesmo subindo em um coqueiro junto com uma mensagem de apoio. Em 22 de julho, depois que o governador de Illinois, JB Pritzker, endossou Harris, ele respondeu aos jornalistas que especulavam sobre suas próprias ambições presidenciais, tuitando: "Vocês acham que eu acabei de cair de um coqueiro?"
Quando a conta da campanha de Biden no Twitter fez a transição para "Kamala HQ" em 21 de julho, a biografia atualizada do perfil dizia simplesmente "Providing context" (em português: "fornecendo contexto"), uma referência aos comentários.

## Recepção
Comentaristas observaram que o uso do meme do coqueiro para retratar Harris como uma mulher avoada pode ter como base o sexismo ou a zombaria racista de sua herança indiana e jamaicana, dado o simbolismo tropical do coqueiro. Mas quando os apoiadores começaram a promover o vídeo, a colunista do Washington Post Monica Hesse identificou que ele poderia ajudar a retratar a candidata como jovem e feminina, em contraste com Biden e o candidato republicano e ex-presidente Donald Trump.
Alguns estrategistas democratas também observaram que o meme do coqueiro e outros estavam aumentando o entusiasmo por Harris entre os membros da Geração Z, o que poderia se traduzir em um aumento no comparecimento dos jovens às urnas. David Karpf, estudioso de mídia, disse ao Business Insider que o incentivo da campanha de Harris aos memes da Internet poderia fomentar um clima orgânico de entusiasmo popular semelhante à recepção da campanha de Obama em 2008. Christian Paz, da Vox, especulou que a atitude irreverente poderia ajudar Harris a canalizar um caráter de "guerreiro alegre" que combate estereótipos sexistas e racistas.

De acordo com o fundador do Digital Cultures Lab, Ramesh Srinivasan, a ligação cultural de Harris com os cocos é uma expressão autêntica de sua herança, porque Gopalan, sua mãe, nasceu no estado de Tâmil Nadu, onde os coqueiros são uma importante fonte de alimento e óleo de cozinha.